# Ziad Fazah
Ziad Youssef Fazah (în arabă: زياد فصاح , n. 10 iunie 1954 la Monrovia) este un poliglot libanez născut în Liberia.
Susține că stăpânește 59 de limbi și a fost testat în diverse emisiuni televizate.
Guinness World Records îl menționează drept cunoscător a 58 de limbi.
Fazah susține că poate vorbi, citi și înțelege în: albaneză, amharică, arabă, armeană, azeră, bengaleză, bulgară, birmaneză, cambodgiană, cantoneză, coreeană, cehă, daneză, dzongkha, ebraică, engleză, fijiană, finlandeză, franceză, germană, greacă, greacă cipriotă, hindi, indoneziană, islandeză, italiană, japoneză, kirghiză, laoțiană, maghiară, malaieză malgașă, mandarină, mongolă, nepaleză, norvegiană, olandeză, papiamento, paștună, persană, poloneză, portugheză, română, rusă, sârbocroată, shanghaineză, singlish, sinhala, spaniolă, suedeză, swahili, tadjică, thailandeză, tibetană, turcă, urdu, uzbecă și vietnameză.
În prezent, locuiește în Porto Alegre, Brazilia.